# Портрет папи Іннокентія Х
«Портрет папи Іннокентія Х»(англ. Portrait of Innocent X) — уславлений парадний портрет середини 17 ст., котрий створив іспанський художник Дієго Веласкес під час перебування в Ватикані.

## Опис

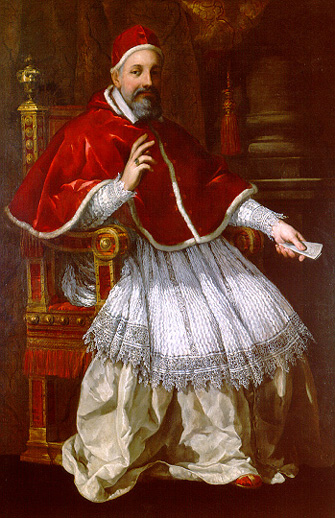
П'єтро да Кортона. «Папа Урбан VIII», 1627 р.

Портрет Іннокентія Х справив неабияке враження як на самого папу римського, так і на тогочасних римських художників рисами парадності і надзвичайного реалізму, що межував із сатирою. В відомому центрі європейського бароко, багатому портретистами, так відверто і некомпліментарно ніхто не працював.
Веласкес не приховав в портреті від глядача ні енергійності і соціальної дистанції, ні підозрілості і зневаги папи до всіх. Від намісника апостола Петра на землі не віє ні привітністю, ні готовністю зрозуміти чи простити грішного. Папа нікого не благословляє, як то часто подавали в портретах римських пап. Він сидить в кріслі як верховний суддя. Водночас пильне спостереження за папою породжує підозри в грішній особі, що посіла папський престол, а тепер старанно і ревно приховує від усіх свою невідповідність посаді.
Веласкес зберіг враження підозрілості і ворожості не тільки в ескізах до парадного портрета. Він переніс їх і в готовий портрет, нічим і ніяк не наблизивши зображення в бік привітності чи нещирої, світської люб'язності. Гординя — один зі смертних гріхів у християнстві. Папа римський на портреті Веласкеса — наче повне втілення гріха гордині. Композиційно портрет Іннокентія Х начебто повторює твір П'єтро да Кортона — «Папа Урбан VIII». Але всім власним настроєм є його протилежність.
Енергійність папи Іннокентія Х має руйнівну спрямованість, а від портрета віє загрозою і небезпекою. На парадність портрета працює і обмежена колористична гама — білої сутани і криваво-червоного одягу, наче щойно пролитої крові. Кольору темної крові — і коштовна завіса за кріслом папи. Портрет став художньою сенсацією в Римі. Подивитись на портрет пензля Веласкеса збігалась юрба художників і всі охочі. Портрет роками вивчатимуть інші і робитимуть постійні копії.
Як художник, Веласкес не часто звертався до надтого розкриття характеру моделі, бо і сама модель не відрізнялась цікавим внутрішнім світом чи культурною глибиною. По це свідчить низка невеликих за розмірами портретів веласкеса, де той зупинявся на поверхневих характеристиках, серед них і у власних автопортретах.

## Галерея вибраних портретів пензля Веласкеса

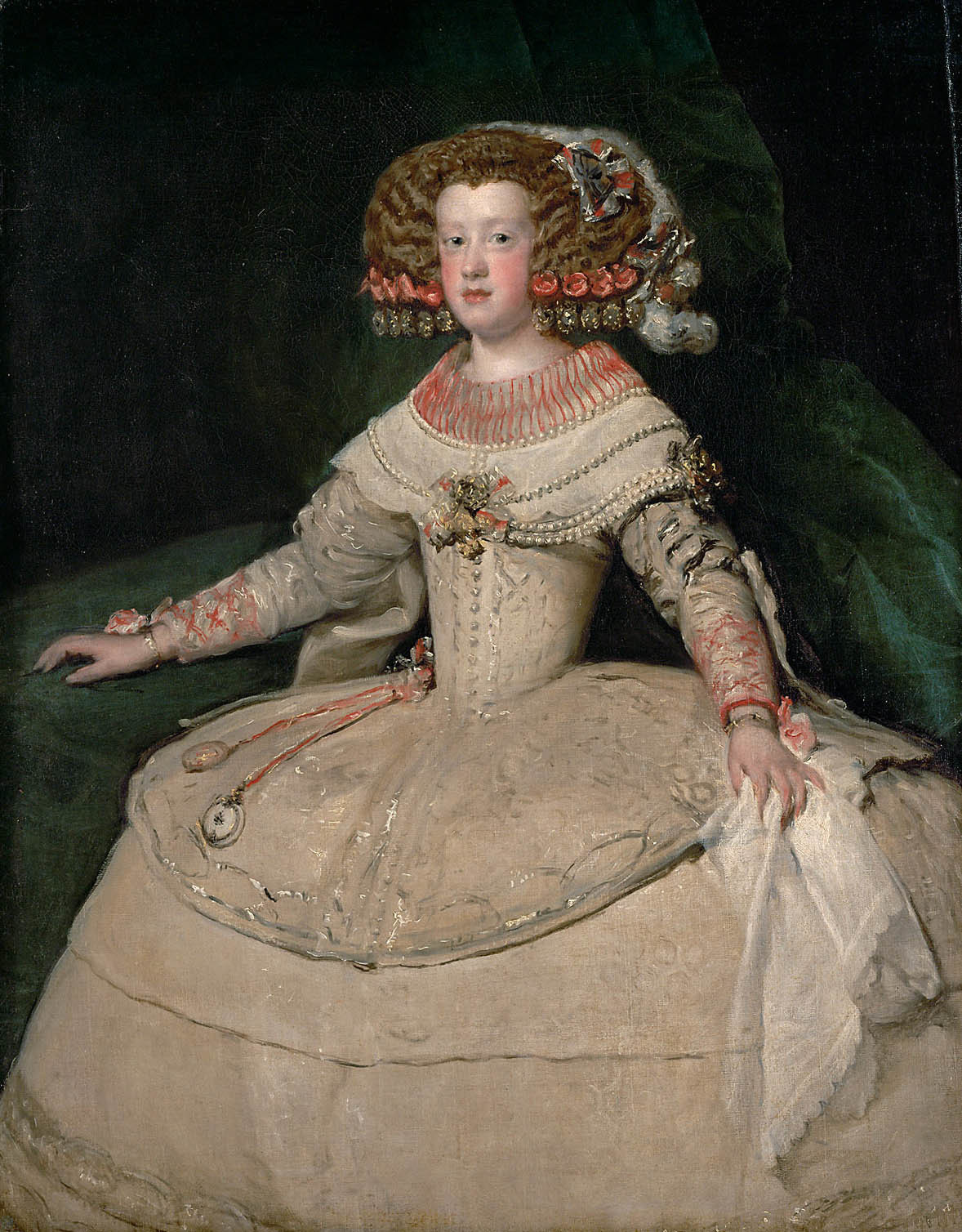
Принцеса Марія Тереза, до 1653, Художньо-історичний музей, Відень
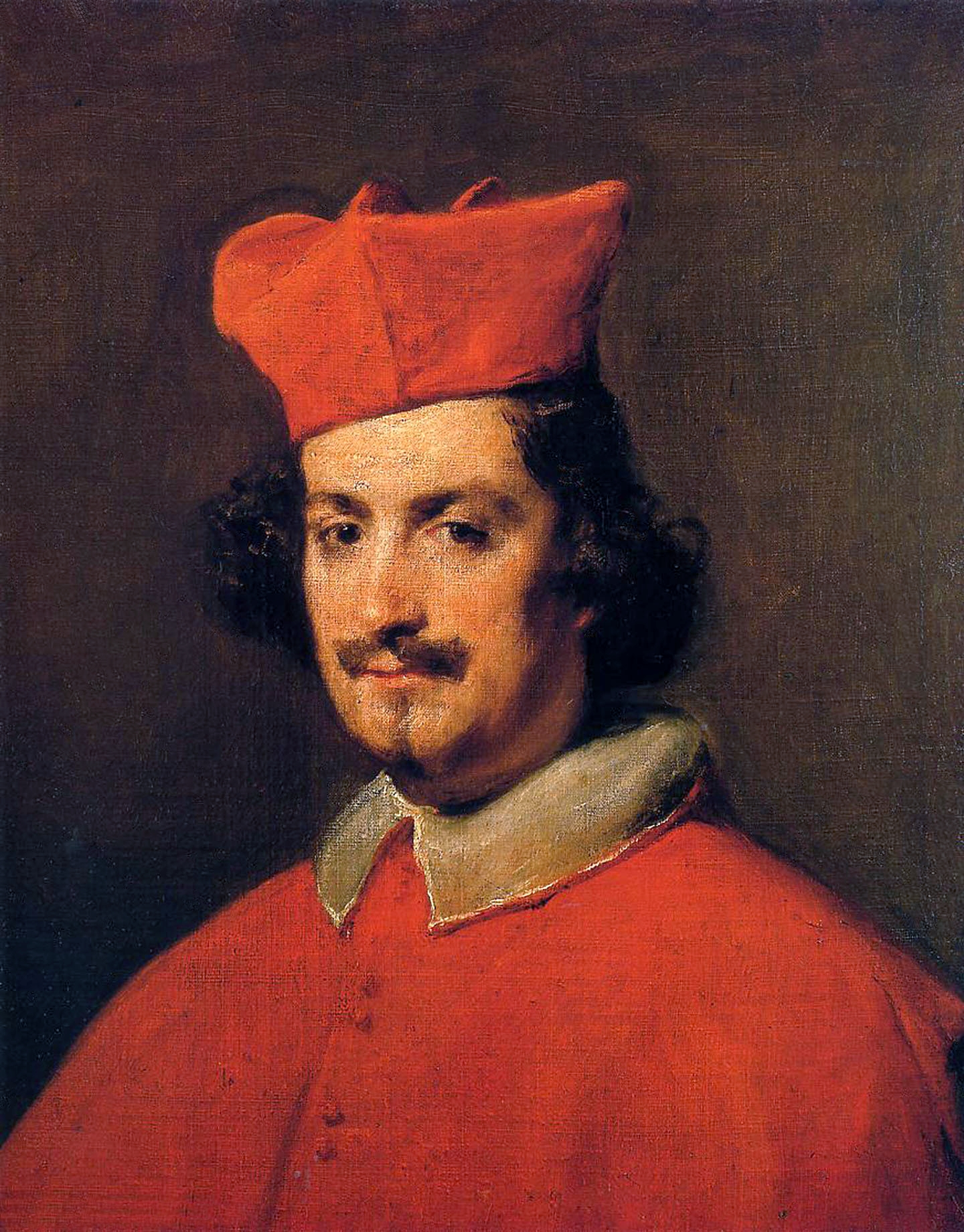
«Кардинал Камілло Асталі Памфілі», 1650, Нью-Йорк, США
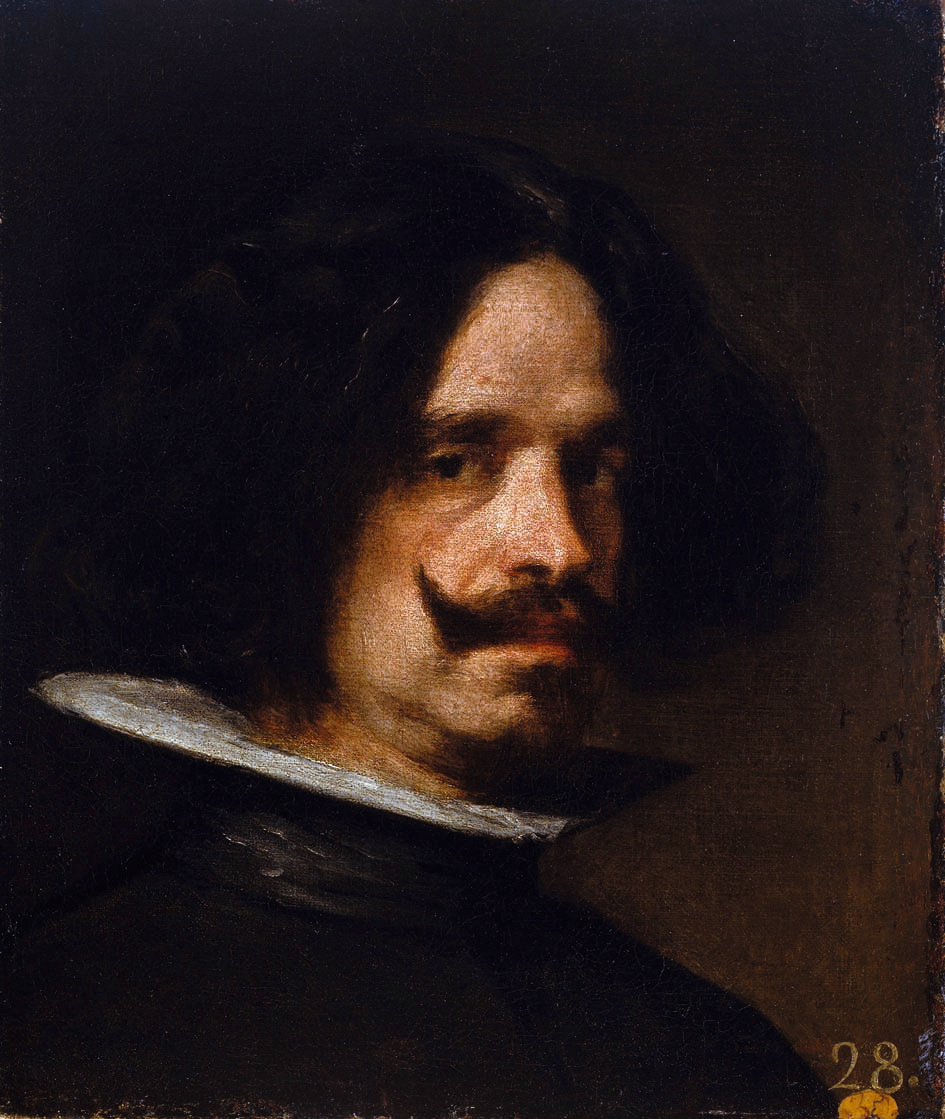
Автопортрет, 1640, Валенсія
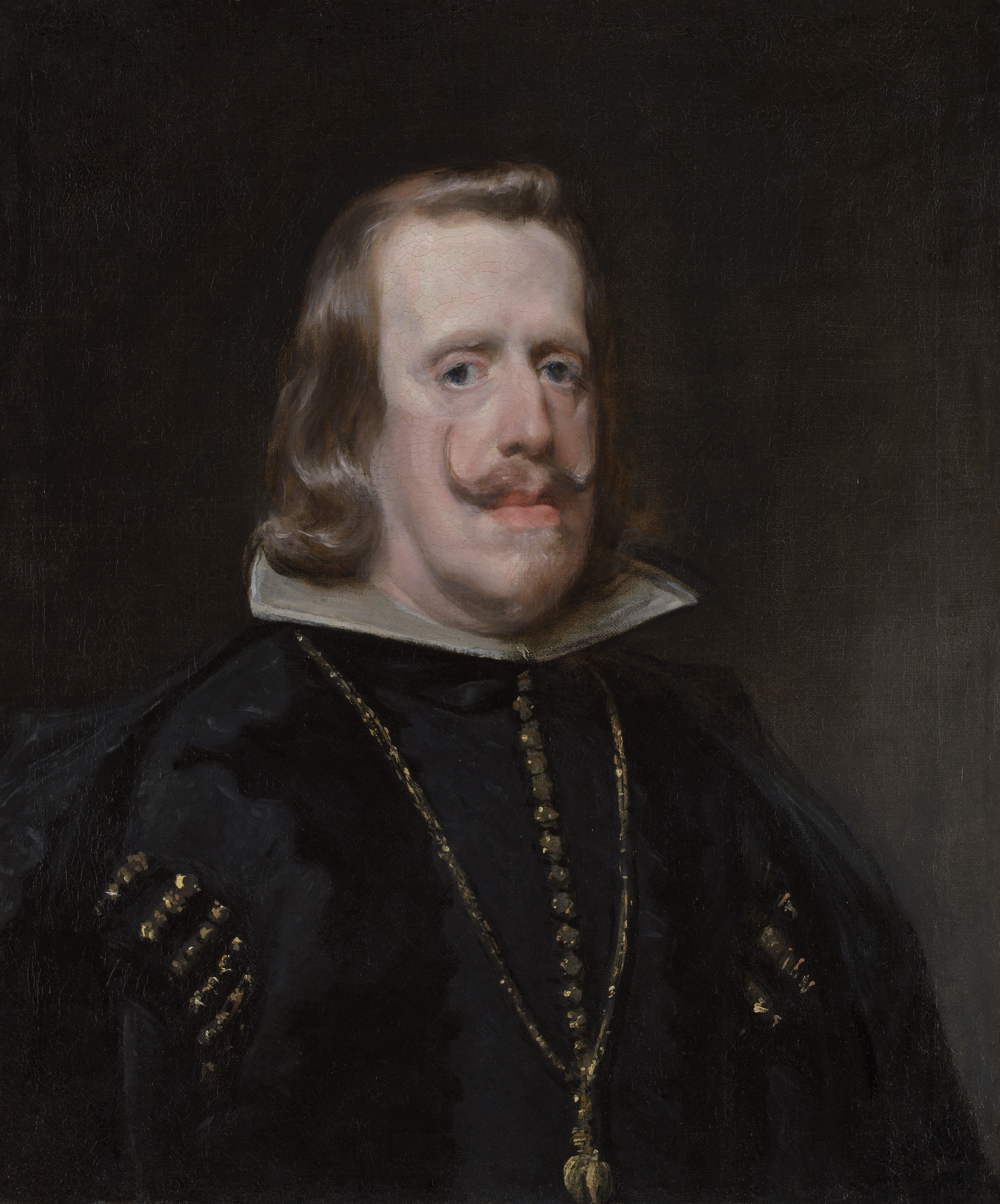
Філіп IV Іспанський, 1656
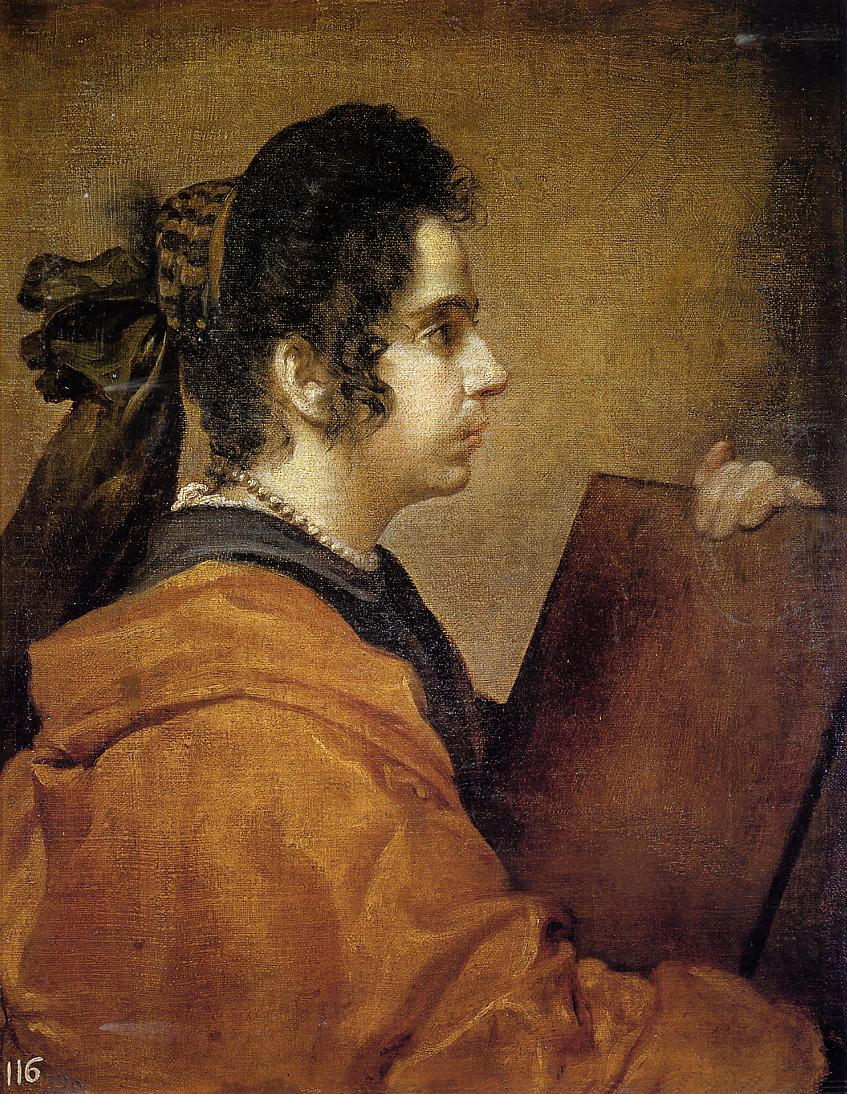
«Модель в образі сивілли», до 1631, Національний музей Прадо, Мадрид